# Christchurch (circonscription britannique)
Circonscription parlementaire de la Chambre des communes
La circonscription de Christchurch est une circonscription électorale anglaise située dans le Dorset, et représentée à la Chambre des communes du Parlement britannique depuis 1997 par Christopher Chope du Parti conservateur.

## Géographie
La circonscription comprend :
- La ville de Christchurch

## Députés
Les Members of Parliament (MPs) de la circonscription sont :
La circonscription apparue en 1572 et fut représenté par James Harris (1780-1788)
1832-1918
| Législature                               | Années    | Député                 | Député                      | Parti        |
| ----------------------------------------- | --------- | ---------------------- | --------------------------- | ------------ |
| Christchurch                              |           |                        |                             |              |
| 11e                                       | 1832–1835 |                        | George Tapps-Gervis         | Conservateur |
| 12e                                       | 1835–1837 |                        | George Tapps-Gervis         | Conservateur |
| 13e                                       | 1837–1841 |                        | George Tapps-Gervis         | Conservateur |
| 14e                                       | 1841–1844 |                        | George Tapps-Gervis         | Conservateur |
| 14e                                       | 1844-1847 | Edward Harris          |                             | Conservateur |
| 15e                                       | 1847–1852 | Edward Harris          |                             | Conservateur |
| 16e                                       | 1852–1857 | John Edward Walcott    |                             | Conservateur |
| 17e                                       | 1857–1895 | John Edward Walcott    |                             | Conservateur |
| 18e                                       | 1859–1865 | John Edward Walcott    |                             | Conservateur |
| 19e                                       | 1865–1868 | John Edward Walcott    |                             | Conservateur |
| 20e                                       | 1868–1874 |                        | Edmund Haviland-Burke       | Libéral      |
| 21e                                       | 1874–1880 |                        | Henry Drummond Wolff        | Conservateur |
| 22e                                       | 1880–1885 |                        | Horace Davey                | Libéral      |
| 23e                                       | 1885–1886 |                        | Charles Edward Baring Young | Conservateur |
| 24e                                       | 1886–1887 |                        | Charles Edward Baring Young | Conservateur |
| 25e                                       | 1892–1895 | Abel Henry Smith       |                             | Conservateur |
| 26e                                       | 1895–1900 | Abel Henry Smith       |                             | Conservateur |
| 27e                                       | 1900–1906 | Kenneth Robert Balfour |                             | Conservateur |
| 28e                                       | 1906–1910 |                        | Kenneth Robert Balfour      | Libéral      |
| 29e                                       | 1910–1910 |                        | Henry Page Croft            | Conservateur |
| 30e                                       | 1910–1917 |                        | Henry Page Croft            | Conservateur |
| 30e                                       | 1917-1918 |                        | Henry Page Croft            | National     |
| Remplacée par New Forest and Christchurch |           |                        |                             |              |

Depuis 1983
| Législature                                       | Années       | Député | Député            | Parti               |
| ------------------------------------------------- | ------------ | ------ | ----------------- | ------------------- |
| Créée de Christchurch and Lymington et New Dorset |              |        |                   |                     |
| 49e                                               | 1983–1987    |        | Robert Adley      | Conservateur        |
| 50e                                               | 1987–1992    |        | Robert Adley      | Conservateur        |
| 51e                                               | 1992–1997    |        | Robert Adley      | Conservateur        |
| 51e                                               | 1993-1997    |        | Diana Maddock     | Libéraux-démocrates |
| 52e                                               | 1997–2001    |        | Christopher Chope | Conservateur        |
| 53e                                               | 2001–2005    |        | Christopher Chope | Conservateur        |
| 54e                                               | 2005–2010    |        | Christopher Chope | Conservateur        |
| 55e                                               | 2010–2015    |        | Christopher Chope | Conservateur        |
| 56e                                               | 2015–2017    |        | Christopher Chope | Conservateur        |
| 57e                                               | 2017–2019    |        | Christopher Chope | Conservateur        |
| 58e                                               | 2019–Présent |        | Christopher Chope | Conservateur        |